# Michael Hofmann (Politiker)
Michael Hofmann (* 14. Juni 1974 in Forchheim) ist ein deutscher Rechtsanwalt und Politiker (CSU). Seit Oktober 2013 ist er Mitglied des Bayerischen Landtag.

## Werdegang
Michael Hofmann wuchs in Neuses bei Eggolsheim als Sohn des ehemaligen CSU-Landtagsabgeordneten Walter Hofmann auf. Er studierte Jura in Erlangen. Bei der Landtagswahl 2013 gewann er das Direktmandat im Stimmkreis Forchheim und wurde 2018 und Landtagswahl 2023 wieder gewählt. Von Mai 2020 bis Oktober 2023 war er zudem Bürgerbeauftragter der Bayerischen Staatsregierung.
Hofman ist verheiratet und Vater von zwei Kindern. Er ist römisch-katholischer Konfession.

## Partei
1993 trat er der Jungen Union bei, drei Jahre später der CSU. Von 2001 bis 2009 bekleidete er den Vorsitz der Jungen Union im Landkreis Forchheim. 2007 bis 2009 war er Landesschatzmeister der Jungen Union. Seit 2013 ist er Bezirksschatzmeister des CSU-Bezirksverbandes Oberfranken. 2015 ist er Kreisvorsitzender des CSU-Kreisverbandes Forchheim. Des Weiteren ist Hofmann Mitglied des Ausschusses für Staatshaushalt und Finanzfragen im Bayerischen Landtag.

## Politische Ämter
Seit 2004 ist Michael Hofmann Kreisrat in Forchheim. Von 2004 bis 2014 für die Liste der Jungen Union „Junge Bürger“. Seit 2014 für die CSU.

## Positionen

### Extremismustheorie
Für Hofmann stehen Rechts- und Linksextremismus auf einer Ebene. Im Zuge der Neonaziaufmärsche in Gräfenberg beteiligte sich die lokale CSU am Bündnis gegen rechts. Der Kreisverband der Jungen Union unter dem damaligen Vorsitzen Michael Hofmann nahm nicht an den Demonstrationen gegen die Aufmärsche teil. Er erklärte:

„Jeder Form von Extremismus, rechtem wie linkem, soll […] begegnet werden. Das ist einer der Gründe warum sich die JU bisher zurückgehalten hat. In Gräfenberg sind linksextreme Kräfte eingebunden. Die einen Brandstifter verjage ich, die anderen lasse ich ins Haus.“

## Auszeichnungen (Auswahl)
- 2023: Bayerischer Verdienstorden[6]